# Sirius
|  | Aquest article tracta sobre la cançó. Si cerqueu l'estrella, vegeu «Sírius». |

Sirius és el primer tema de l'àlbum Eye in the Sky de The Alan Parsons Project. És una cançó totalment instrumental. Tot i estar unida musicalment al segon tema de l'àlbum, el popular single "Eye in the sky", les ràdios sempre n'ignoren el preludi, el tema "Sirius". El nom fa referència a una de les estrelles més brillants i que millor es poden veure des de la Terra.
La breu durada i la gradual pujada d'intensitat del tema Sirius l'han convertit en un tema perfecte per a presentacions esportives. Els Nebraska Cornhuskers, els Pittsburgh Steelers, els New Orleans Saints, els Chicago Bulls, els Phoenix Suns i els Kansas City Chiefs l'han utilitzat en el moment de l'entrada dels seus jugadors al camp. Curiosament, la cançó "On the run" del disc The Dark Side of the Moon de Pink Floyd, disc pel qual Alan Parsons va ésser nominat a un Grammy per la seva tasca d'enginyer, era utilitzada pels Chicago Bulls per presentar els jugadors de l'equip rival.